# NGC 1744
NGC 1744 (другие обозначения — ESO 486-5, MCG -4-12-29, IRAS04579-2605, PGC 16517) — спиральная галактика в созвездии Заяц.
Галактика низкой поверхностной яркости в инфракрасном диапазоне. Чаще всего такие галактики небольшого размера, однако NGC 1744 достаточно крупная. 
Этот объект входит в число перечисленных в оригинальной редакции «Нового общего каталога».